# Verrückter Sommer
Verrückter Sommer (Frenesia dell’estate), auch Verwirrungen des Sommers, ist eine italienische Filmkomödie aus dem Jahr 1964. Trotz der Beteiligung von Drehbuchautoren wie Age & Scarpelli und Mario Monicelli greift sie keine gesellschaftlich relevanten Themen auf und setzt auf reine Unterhaltung. Der teilweise freizügige Film wurde damals in der Bundesrepublik ab 18 Jahren zugelassen.

## Handlung
Es ist Hochsommer im tyrrhenischen Ferienort Viareggio. Die Wege mehrerer Menschen kreuzen sich und führen zu amourösen und erotischen Verwicklungen.
Manolo lebt mit seinem Vater und seiner zwanzigjährigen Schwester Fosca zusammen; die Familie ist knapp bei Kasse. Mit einem Fliegerfreund verdient sich Manolo etwas hinzu, indem sie über den Strandgästen Reklame abwerfen. Der Auftrag eines Industriellen für einen Joghurt-Werbeschriftzug am Himmel soll Geld einbringen. Bei der Strandverkäuferin Yvonne, die warme Bomboloni feilbietet, landet ein erschöpfter Giro-d’Italia-Teilnehmer auf ihrem Karren. Weil sie seine Equipe nicht ausfindig machen kann, nimmt sie ihn zu sich nach Hause und in ihr Bett. Graf Marcello della Pietra, ein Mannequin für Herrenmode, arbeitet auf dem Laufsteg seiner Lebensgefährtin. Als sie ihn wegen seines Alters keine Bademode mehr präsentieren lässt, geht er im Streit davon, und sie zahlt seine Rechnungen nicht mehr. Seinen Hunger stillt er bei Manolo, wo er Interesse an dessen Schwester Fosca vorspielt, um fortan mit ihr am Strand und in Klubs seine Freundin eifersüchtig zu machen. Armeehauptmann Mario besucht mit Freunden ein Kabarett. In der auftretenden Transvestitengruppe ist ein Spieler ausgefallen; der Leiter ersetzt ihn heimlich durch eine Frau. Mario verliebt sich in sie und ist darüber verstört, da er sie für einen Mann hält. Schließlich scheitert Manolos Werbeauftrag an den ungenügenden Flugkünsten seines Freundes. Yvonne behält den Spanier als Austräger für ihre Bomboloni. Der Graf kehrt ebenso reuig zu seiner langjährigen Freundin zurück wie Mario zu seiner Verlobten, die er heiratet.

## Kritik
„Solide gespielte und inszenierte lebhafte Komödie, die ihre Effekte weniger aus parodistischer Aufspießung von Zeiterscheinungen als aus pointierter Anspielung auf Sex bezieht.“

„Eine sozialkritische Komödie des berühmten Italieners Luigi Zampa, die mit den großen Werken des Regisseurs nicht zu vergleichen ist, jedoch unverkennbar seine Handschrift aufweist. Leider siedelte er aber die kleinen Schicksale jener kuriosen Typen in Lucca bzw. Viareggio in zwei der Begegnungen zu einseitig lediglich bei deren sexuellen Beziehungen an. Deshalb nur etwas für verständige Erwachsene.“